# 克拉斯諾茲納緬斯克區

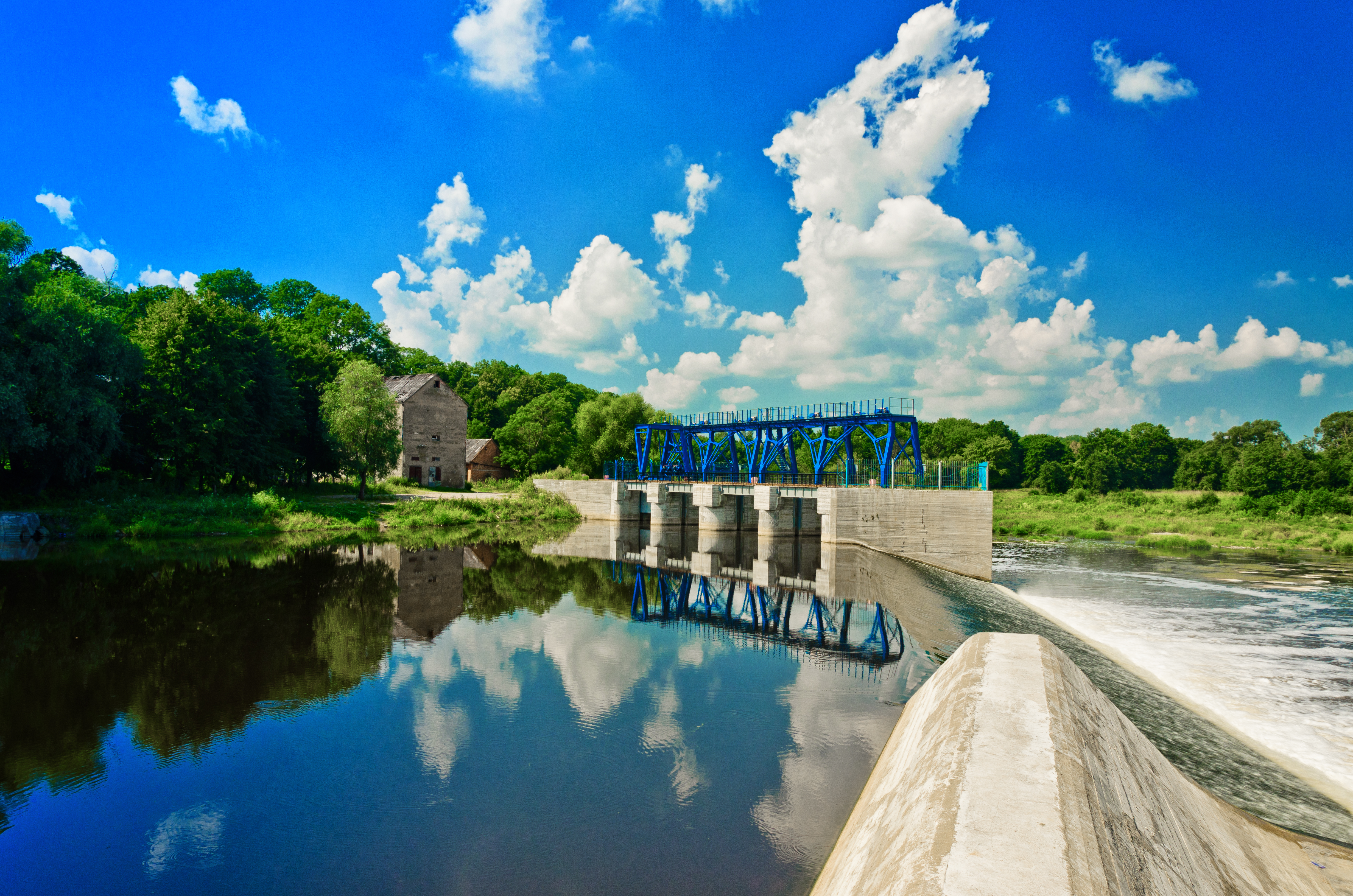

54°57′N 22°30′E / 54.950°N 22.500°E
克拉斯諾茲納緬斯克區（俄语：Краснознаменский район），是俄羅斯的一個區，位於該國西北部，由加里寧格勒州負責管轄，面積1,280平方公里，2010年人口12,905，人口密度每平方公里10.08人。